# Rodion Sxedrín
Rodion Konstantínovitx Sxedrín, o també Rodion Shchedrin, en alfabet ciríl·lic Родио́н Константи́нович Щедри́н, transliteració científica: Rodion Konstantinovič Ščedrin, IPA: rodʲɪˌon konstɐnˌtʲinovʲɪʨ ɕtɕʲedˈrʲin (Moscou, 16 de desembre de 1932), és un compositor i pianista rus. Fou un dels principals compositors soviètics i president de la Unió de Compositors Russos.

## Biografia
Nasqué en Moscou, fill d'un compositor i professor de teoria musical. Estudià a l'Escola Coral i al Conservatori de Moscou graduant-se el 1955, sota instrucció de Iuri Xaporin (composició), Jakow Flier (piano) i Nikolai Miaskovski.
El 1964 prengué el càrrec de professor de composició en el Conservatori de Moscou i el 1973 el de president de la Unió de Compositors Russos, càrrec que mantingué fins a 1990. Malgrat aquesta posició, participà també en festivals de països occidentals, com per exemple en l'edició de 1982 del festival estival de piano de Múnic. El 1992, després de la caiguda del règim comunista, obtingué el premi estatal rus Dmitri Xostakóvitx, que li entregà el llavors president Borís Ieltsin. L'any 2007 fou guardonat amb l'orde de segona classe del servei a la pàtria. Des de 1989 és membre de l'Acadèmia de les Arts de Berlín i, actualment, alterna el seu domicili habitual entre Moscou i Múnic.
A més de la seva distingida carrera compositiva, Sxedrín és un pianista i organista virtuós. Prengué part en cada estrena de tres dels seus concerts per a piano i, en un memorable concert el 5 de maig de 1974, Sxedrín efectuà la proesa d'aparèixer com a solista en els tres concerts el mateix dia, un rere l'altre. D'aquell concert es conserven gravacions.
Des de 1958 està casat amb la ballarina Maia Plissétskaia, la qual, igual que ell, és ciutadana d'honor de Lituània. En juny de 2008 tots dos participaren en els "Dies Sxedrín" que se celebraren a Armènia.

## Obra
L'obra primerenca de Sxedrín és tonal i amb una acolorida orquestració que sovint inclou fragments de música popular. En peces posteriors utilitza tècniques aleatòries i serialistes. A Occident la música de Sxedrín guanyà popularitat gràcies al treball de Mstislav Rostropóvitx, qui va gravar algunes peces.
Entre els seus treballs es troben els ballets El cavallet geperut (1955), la Suite Carmen (1967), basada en l'òpera Carmen de Bizet (aquest projecte fou rebutjat abans per Xostakóvitx i Khatxaturian), Anna Karenina (1971, basada en la novel·la novela de Leo Tolstoi), i la Senyora amb un gos falder (1985); les òperes No sols amor (1961) i Ànimes mortes (1976, partint de la novel·la de Nikolai Gogol); concerts per a piano, simfonies, música de cambra i piano entre altres treballs. Compongué 24 preludis i fugues després d'escoltar els de Xostakóvitx. També digne de menció n'és el seu Quadern polifònic.
Ha escrit cinc concerts per a orquestra, dels quals el primer n'és el més conegut i fou el que el presentà a escala internacional. El segon dels seus concerts fou un encàrrec de l'Orquestra Filharmònica de Nova York, que dirigí Leonard Bernstein en les celebracions del 125è aniversari d'aquesta. El Tercer Concert està basat en música antiga dels circs provincials. El Concert núm. 4, Khorovodi (danses circulars) l'escrigué en 1989 i el 5é, Quatre cançons russes, en 1998.
Walter Fink l'invità i el presentà en l'edició de 2009 del Rheingau Musik Festival, secció Músics vius. La seva litúrgia russa L'àngel segellat per a cor i flauta fou representat davant seu i de la seva dona. Les peces per a cambra inclogueren Melodies antigues de cançons populars russes (2007) amb Raphael Wallfish al violoncel i ell mateix al piano. El tenor Kenneth Tarver i el pianista Roland Pontinen interpretaren Meine Zeit, mein Raubtier (el meu temps, el meu rapinyaire), que ja havien presentat abans al Festival Verbier.

## Obres selectes

### Òperes
- No sols amor (Не только любовь) (1961)
- Oratori Lenin (Оратория Ленина), a cantata (1972)
- Ànimes mortes (Мёртвые души), segons Nikolai Gogol (1977)
- Lolita (Лолита) (1992)
- El caminant encantat (Очарованный странник) (2002)
- Boiarinya Morozova (Боярыня Морозова) (2006)

### Ballets
- El cavallet geperut (1955)
- Carmen (1967) estrenada al Teatre Bolxoi de Moscou amb coreografia de Roberto Alonso.[2]
- Anna Karenina (1968)[3]
- La gavina (Чайкa) (en 2 actes) basat en una obra d'Anton Txékhov (1980)
- La senyora amb un gos falder (1985)

### Obres orquestrals
- Simfonia núm. 1 (1958)
- No sols amor, suite simfònica de la seva òpera anterior (1964)
- Simfonia núm. 2, "Vint-i-cinc preludis per a orquestra" (1965)
- Obertura solemne (1982)
- Suite Gavina (1984)
- Stihira, "Himne per al mil·lenni de la cristianització de Rússia" (1987)

### Concerts
- Concert per a piano núm. 1 (1954)
- Concert per a orquestra No. 1, Naughty Limericks (1963)
- Concert per a piano núm. 2 (1966)
- Concert per a orquestra No. 2, The Chimes (1968)
- Concert per a piano núm. 3 (1973)
- Concert per a Orquestra No. 3, Música antiga de circs russos (1988)
- Concert per a Orquestra No. 4, Khorovody (1989)
- Concert per a piano núm. 4 (1991)
- Concert per a violoncel, Sotto Voce (1994)
- Concert per a viola, Concerto Dolce (1997)
- Concert per a violí, Concerto Cantabile (1998)
- Concert per a orquestra No. 5, Quatre cançons russes (1998)
- Concert per a piano núm. 5 (1999)
- Concert per a piano núm. 6 (2003)
- Concert per a oboè (2010)
- Doble Concert per a piano i cello (2011)

### Obres litúrgiques
- L'àngel segellat (música coral de Nikolai Leskov), 1988

### Grup de cambra
- Muzïkal'noye prinosheniye (Una ofrena musical) per a 3 flautes, 3 trompes, 3 trombons i orgue (1983)

### Música de cambra
- Drei heitere Stücke (Tres obres alegres) per trio de pianos (1997)
  - Gespräche (Conversacions)
  - Spielen wir eine Oper von Rossini (Interpretem una òpera de Rossini)
  - Humoreske
- Menuhin Sonata per a violí i piano (1999)
- Melodies antigues de cançons populars russes per a cello i piano (2007)

### Música vocal
- Meine Zeit, mein Raubtier (el meu temps, el meu rapinyaire), cicle vocal segons Osip Mandelstam per a recitació, tenor i piano (2002)

### Piano sols
- Peces per a piano (1952–1961)
  - Poema
  - Quatre peces del ballet El cavallet geperut
  - Humoresque
  - Imitant Albéniz
  - Troika
  - Dues peces polifòniques (Invenció a dos parts i Basso Ostinato)
- Piano Sonata (1962)
- 24 preludis i fugues (1964–1970)
- Quadern polifònic, 25 preludis (1972)
- Piano Sonata No. 2 (1997)
- Diari, set peces (2002)
- Sonatina Concertant (2005)
- A la Pizzicato (2005)

### Violí sols
- A la Albéniz op. 52 (1973)
- Sonata Eco, op. 69 (1984)
- Balalajka (1998)
- Duets (2000)